# Jerzy Cypryś
Jerzy Cypryś (ur. 13 marca 1966 w Rzeszowie) – polski nauczyciel, dziennikarz, urzędnik i samorządowiec, w latach 2016–2018 przewodniczący sejmiku podkarpackiego.

## Życiorys
Dzieciństwo spędził w rodzinnej Białej, tam też ukończył szkołę podstawową. Następnie został absolwentem I Liceum Ogólnokształcącego im. ks. Stanisława Konarskiego w Rzeszowie. Studia historyczne ukończył w Wyższej Szkole Pedagogicznej w Rzeszowie. Pracował przez wiele lat jako nauczyciel i dyrektor II Liceum Ogólnokształcącego im. płk. Leopolda Lisa-Kuli w Rzeszowie. Zatrudniony także jako dziennikarz w dzienniku „Super Nowości” i w wydawnictwie wydającym „A-Z Dziennik Obywatelski”. Sprawował funkcję rzeszowskiego wicekuratora oświaty i wicedyrektora wojewódzkiego urzędu pracy. Był też zatrudniony w Urzędzie Marszałkowskim Województwa Podkarpackiego. Został później komendantem Podkarpackiej Wojewódzkiej Komendy Ochotniczych Hufców Pracy. Powołany w skład Rady Programowej Muzeum Okręgowego w Rzeszowie oraz na przewodniczącego Rady Społecznej Klinicznego Szpitala Wojewódzkiego nr 2 im. Św. Jadwigi Królowej w Rzeszowie.
Od 2010 do 2014 był radnym miejskim w Rzeszowie, przewodniczył Komisji Porządku Publicznego i Współpracy z Samorządami Osiedlowymi i Organizacjami Pozarządowymi. W 2014 wybrany do sejmiku podkarpackiego z list PiS, gdzie zasiadł na czele Komisji Budżetu, Mienia i Finansów oraz przewodniczył klubowi radnych Prawa i Sprawiedliwości. W styczniu 2016, po rezygnacji Jerzego Borcza, został nowym przewodniczącym samorządu wojewódzkiego V kadencji. Funkcję tę pełnił do końca kadencji w listopadzie 2018. W wyborach w tym samym roku ponownie uzyskał mandat radnego województwa na okres VI kadencji, w której objął funkcję wiceprzewodniczącego sejmiku. Również w 2024 został wybrany do sejmiku na okres VII kadencji.

## Odznaczenia
- Srebrny Krzyż Zasługi (2019)[10][11]
- Medal Komisji Edukacji Narodowej[3]
- Brązowy Medal „Za zasługi dla obronności kraju”[3]
- Brązowy Medal za Zasługi dla Policji[2]
- Odznaka honorowa „Za Zasługi dla Turystyki”[3]